# 京阪鋼索客車

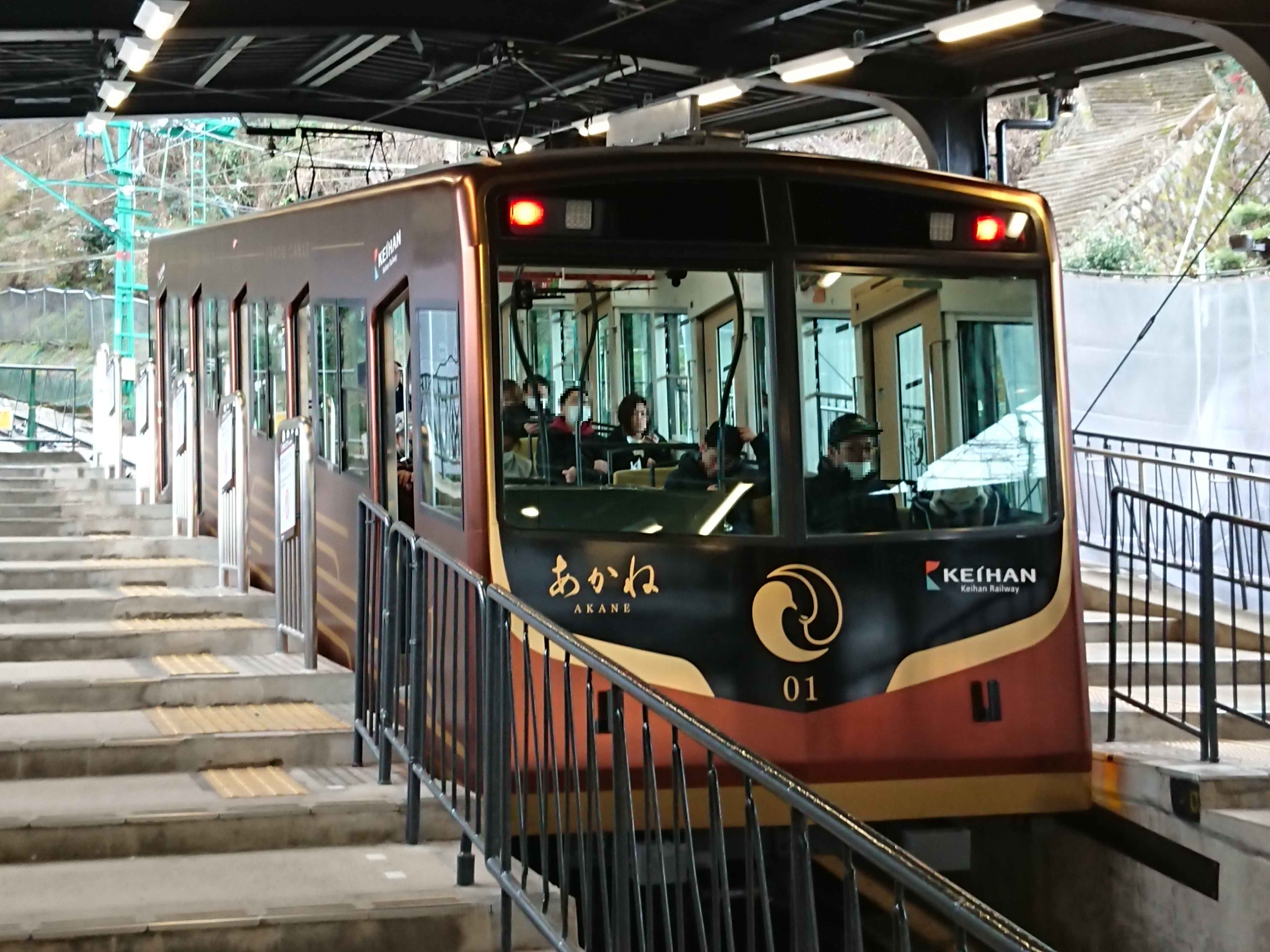
京阪鋼索客車（2代目）1号「あかね」（2020年1月26日撮影）

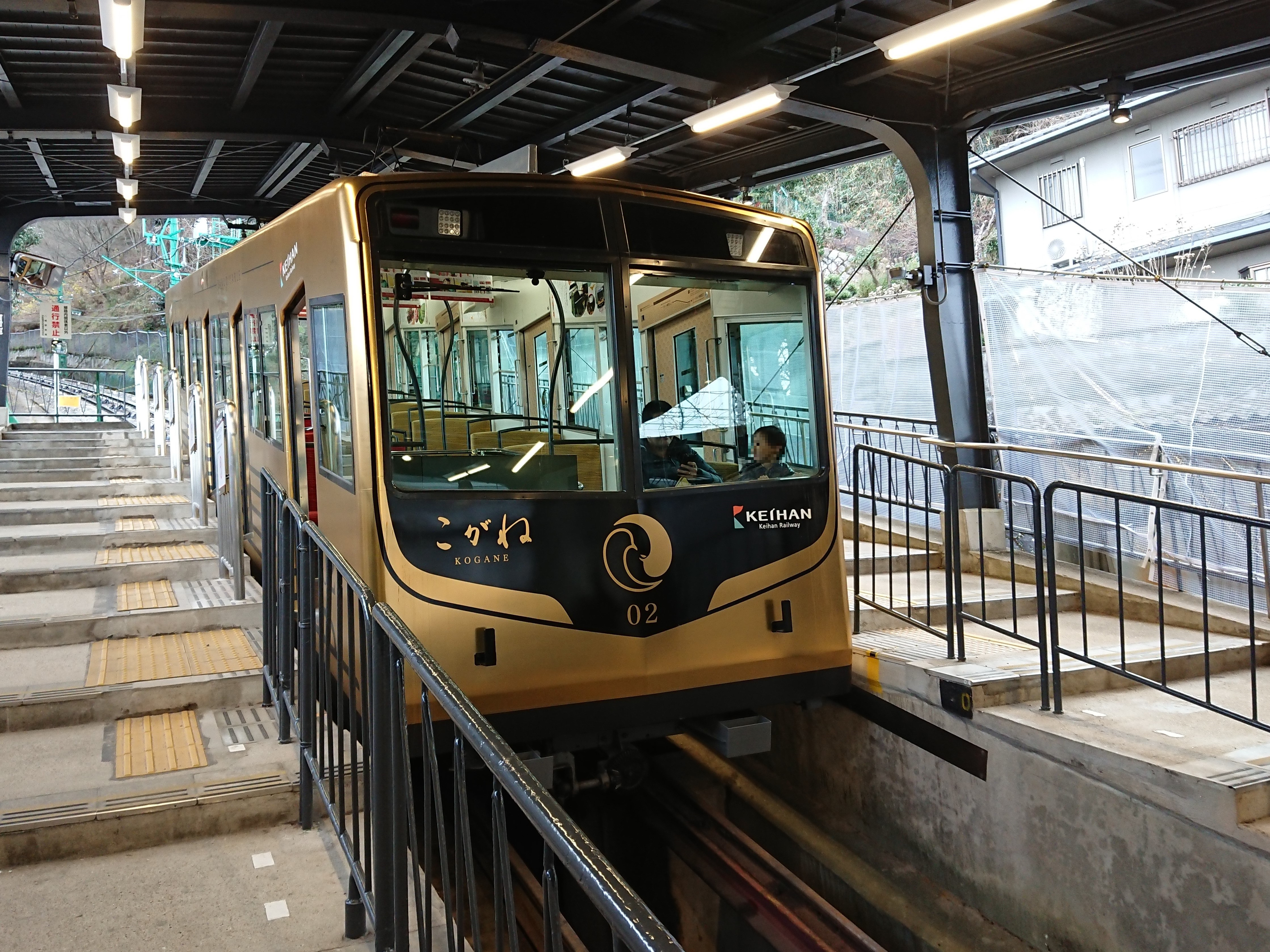
京阪鋼索客車（2代目）2号「こがね」（2020年1月26日撮影）

京阪鋼索客車（けいはんこうさくきゃくしゃ）は、京阪電気鉄道の京阪鋼索線（石清水八幡宮参道ケーブル）で使用されている鋼索式鉄道用客車。
本項では、1955年（昭和30年）に運用を開始した初代の車両（1号・2号）と、2001年（平成13年）7月11日に運用を開始した2代目の1号・2号の両方について記述する。

## 初代
初代の車両（1号・2号）は、戦時中の資材供出に伴い、1944年（昭和19年）に廃止された鋼索線を1955年12月に復活させるにあたって、同年に製造された。京阪初の日立製作所製車両であった。車体塗装は当初グリーンのツートンカラーであったが、1968年にマンダリンオレンジ■とカーマインレッド■のツートンカラー「京阪特急色」に変更されている。車体は、前面が湘南形に近似した2枚窓デザインで、全長約14メートル、片側5扉であった。
2001年6月14日に1号が、翌15日に2号が、2代目車両（後述）と入れ替わる形で搬出された。

## 2代目
2001年（平成13年）、旅客サービスと保安度の向上を図るため、約半世紀ぶりに新造された。製造メーカーは川崎重工業で、同年6月14日に2代目1号が、翌15日に2号がそれぞれ搬入され、同年7月11日に営業運転を開始した。
車体前面は6000系以降の2枚窓デザインを踏襲しており、側面は初代と同じく片側5扉である。塗装は京阪特急色であるが、側引戸をメタリックシルバーとしてアクセントとしている。内装は、当時の京阪特急8000系ダブルデッカー（8800形）を踏襲したデザインとしながら、エジソンが電球に八幡の竹を用いたエピソードにちなみ、スタンションポールに電球のモチーフを取り入れるとともに、男山の青竹（真竹）をイメージした色とした。座席は全て固定式クロスシートで、下山時に橋梁からの眺望を確保するため、ケーブル八幡宮山上駅側の車掌台横の座席一脚を除き、全て麓のケーブル八幡宮口駅側を向いている。
京阪電鉄の車両には成田山不動尊の御守札が取り付けられているが、鋼索線については初代客車より男山にある石清水八幡宮の御守札が取り付けられている。
冷房装置を搭載していないため、夏季にはケーブル八幡宮口駅とケーブル八幡宮山上駅に「ひえゾウくん」と名付けられた冷風機が設置され、停車中の車内に冷風を送り込んでいる。
2019年（令和元年）6月19日、鋼索線のリニューアル工事完了にあわせて、車両デザインが変更された。「陽（赤）の遣い」と「月（黄）の遣い」をコンセプトに、片方が昇ると片方が下るケーブルカーを、太陽と月の関係に見立て、陽（赤）のひかりと月（黄）のひかり、石清水八幡宮の社殿の朱と金、京阪特急伝統の赤と黄のツートンカラーをモチーフとしている。車体は柔らかな陰影を生むマットメタリックフィルムでラッピングされ、神のつかいとされる「阿吽の鳩」や御神紋「流れ左三つ巴」をモチーフとしたシンボルマークの制定など、内外装ともに「石清水八幡宮らしさ」を表現したデザインとなり、あわせて「陽の遣い」（1号）に「あかね」、「月の遣い」（2号）に「こがね」の愛称が設定された。愛称の書体は石清水八幡宮の田中恆清（たなか つねきよ）宮司が揮毫している。なお、「あかね」・「こがね」とも、商標登録されている。

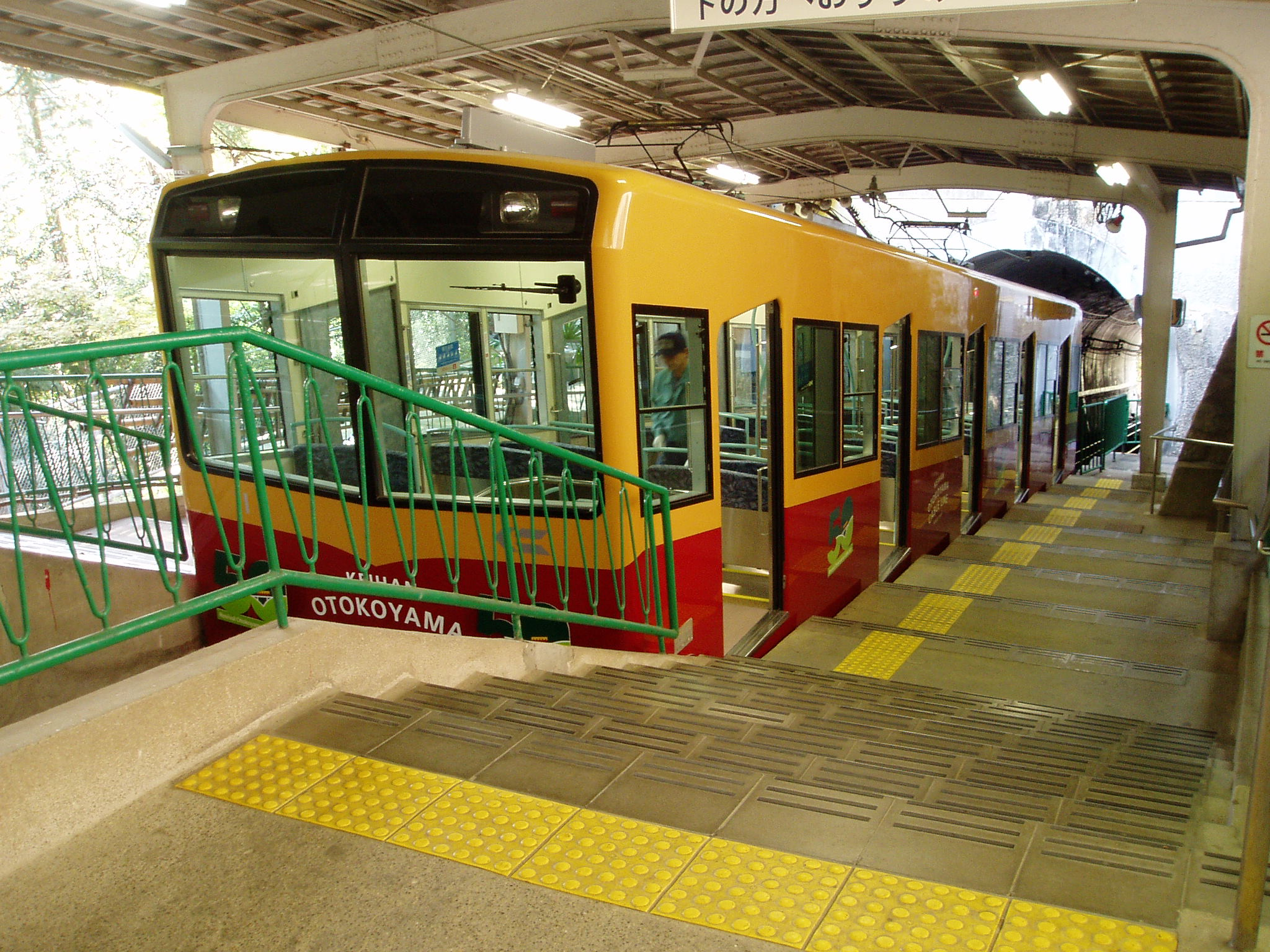
京阪鋼索客車（2代目）1号（特急色） （2006年4月28日 男山山上駅〈現・ケーブル八幡宮山上駅〉）
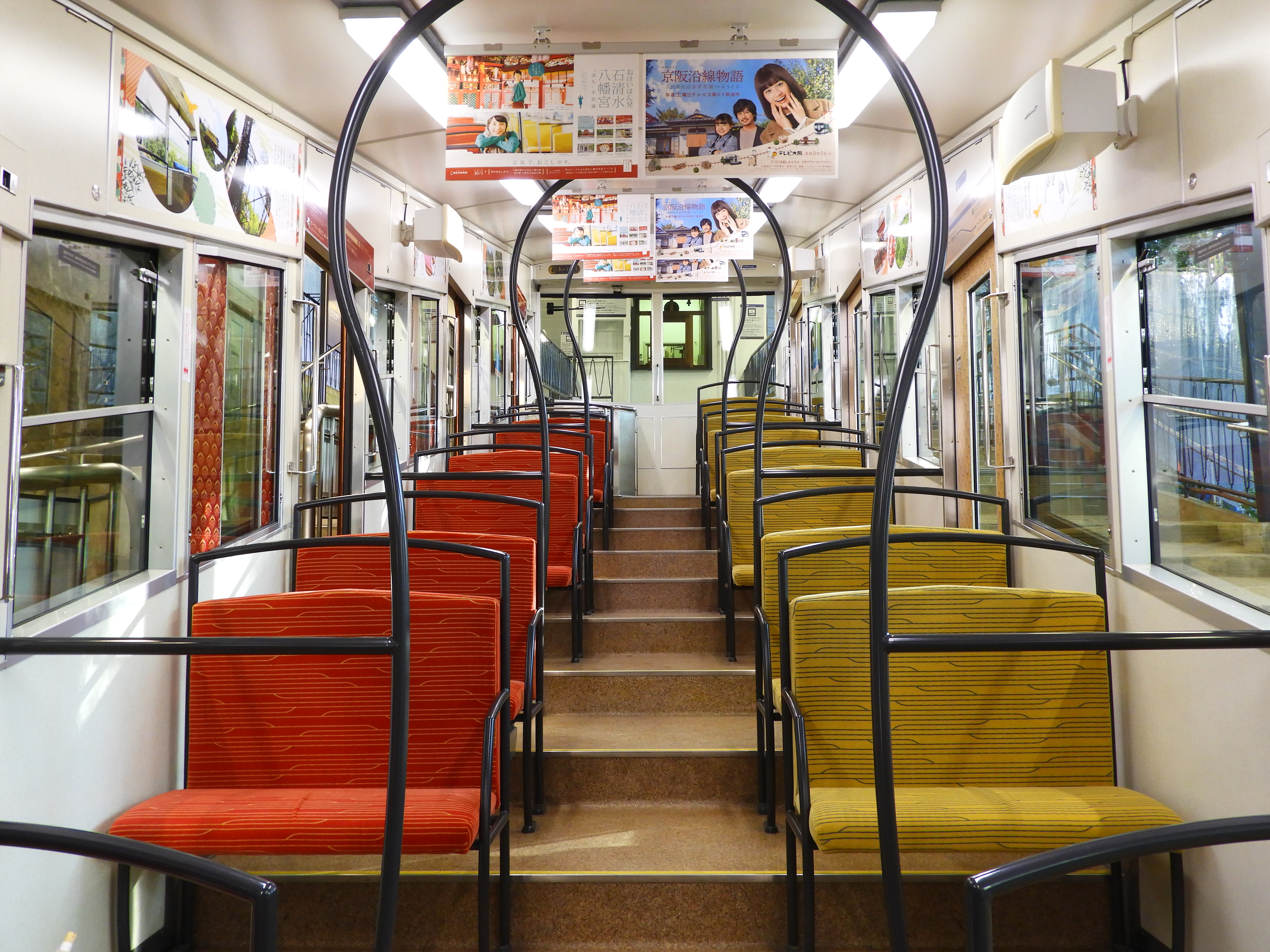
車内（リニューアル後）
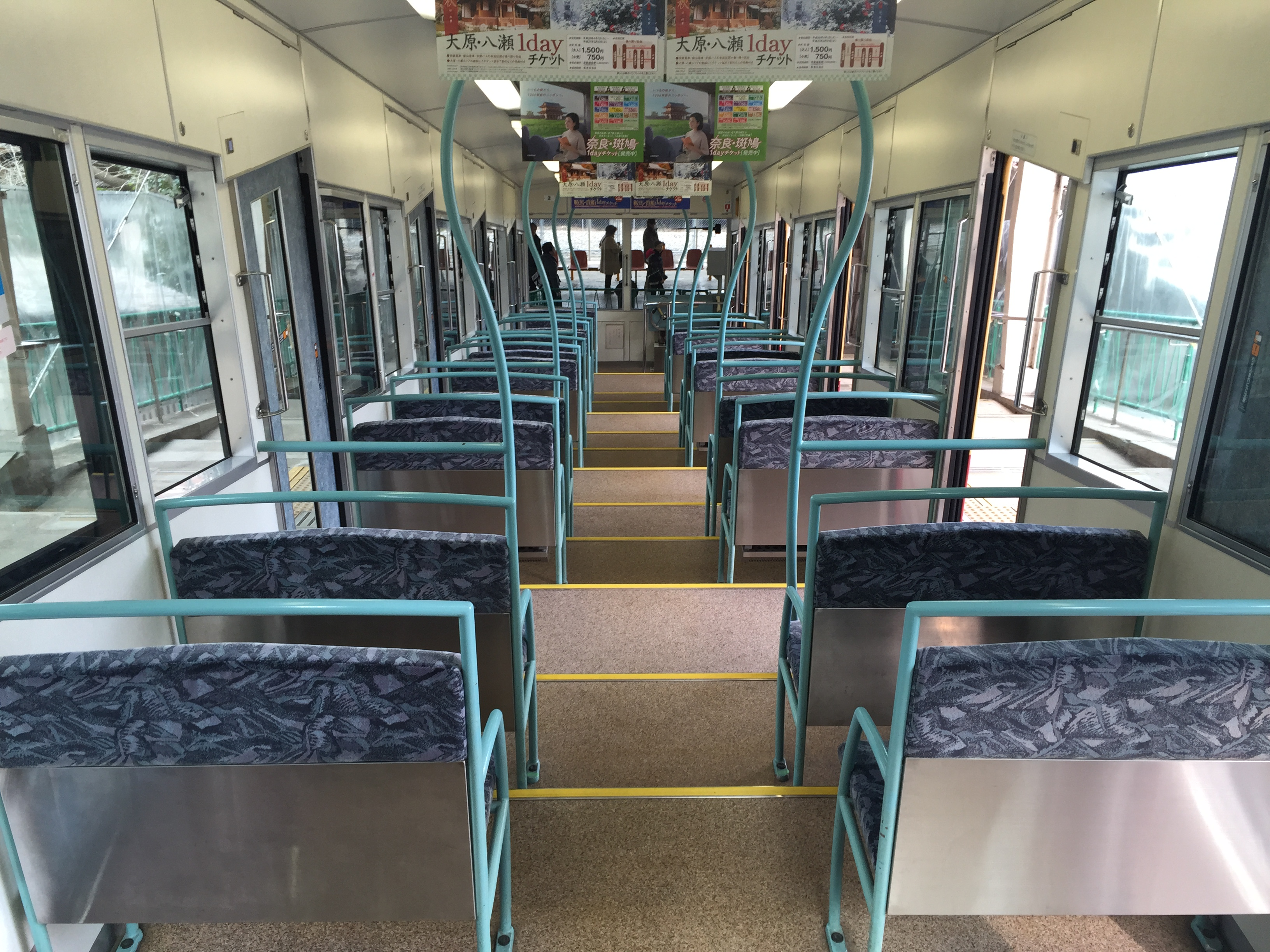
車内（リニューアル前）
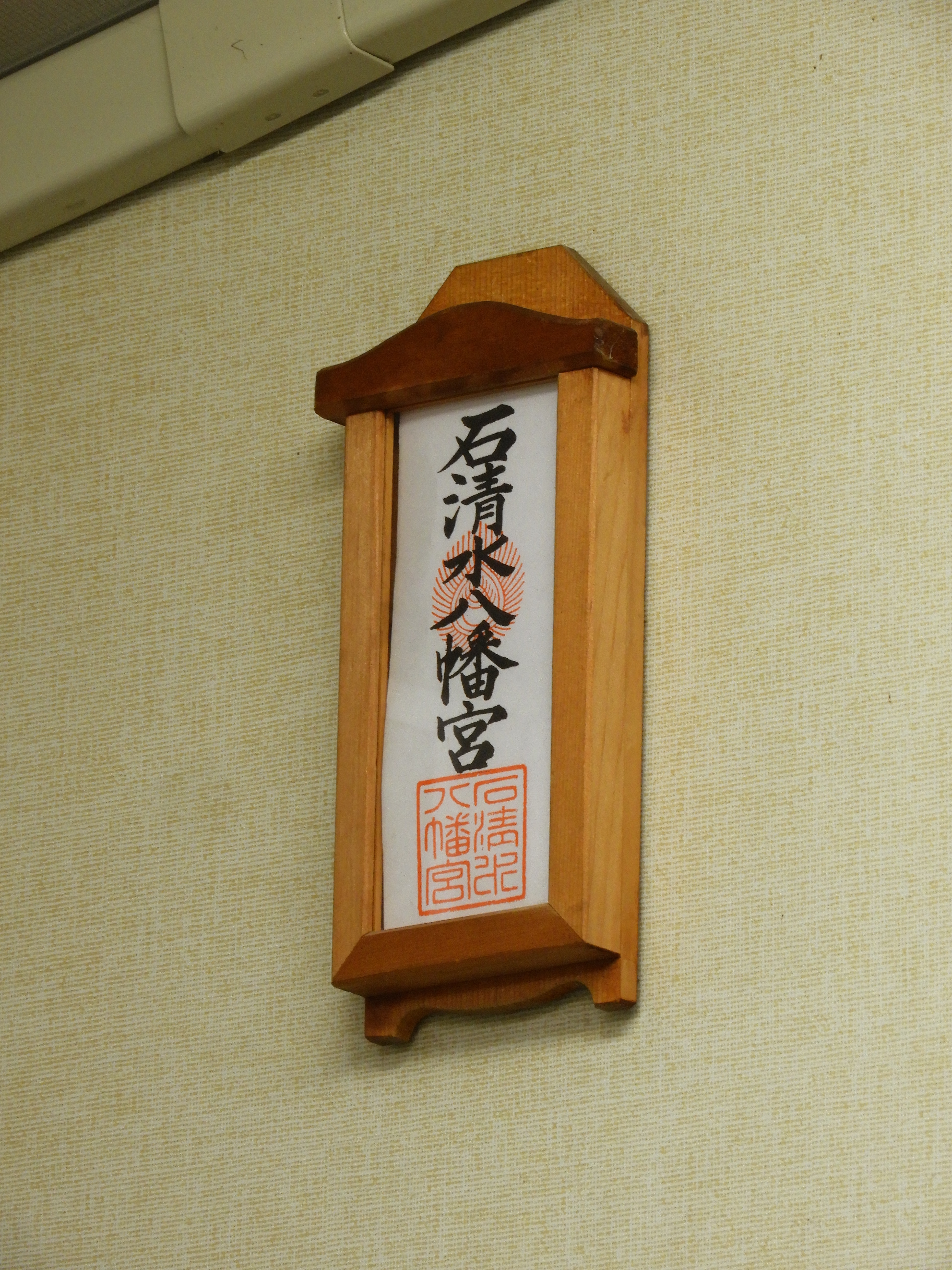
車内に掲出されている石清水八幡宮の御守札
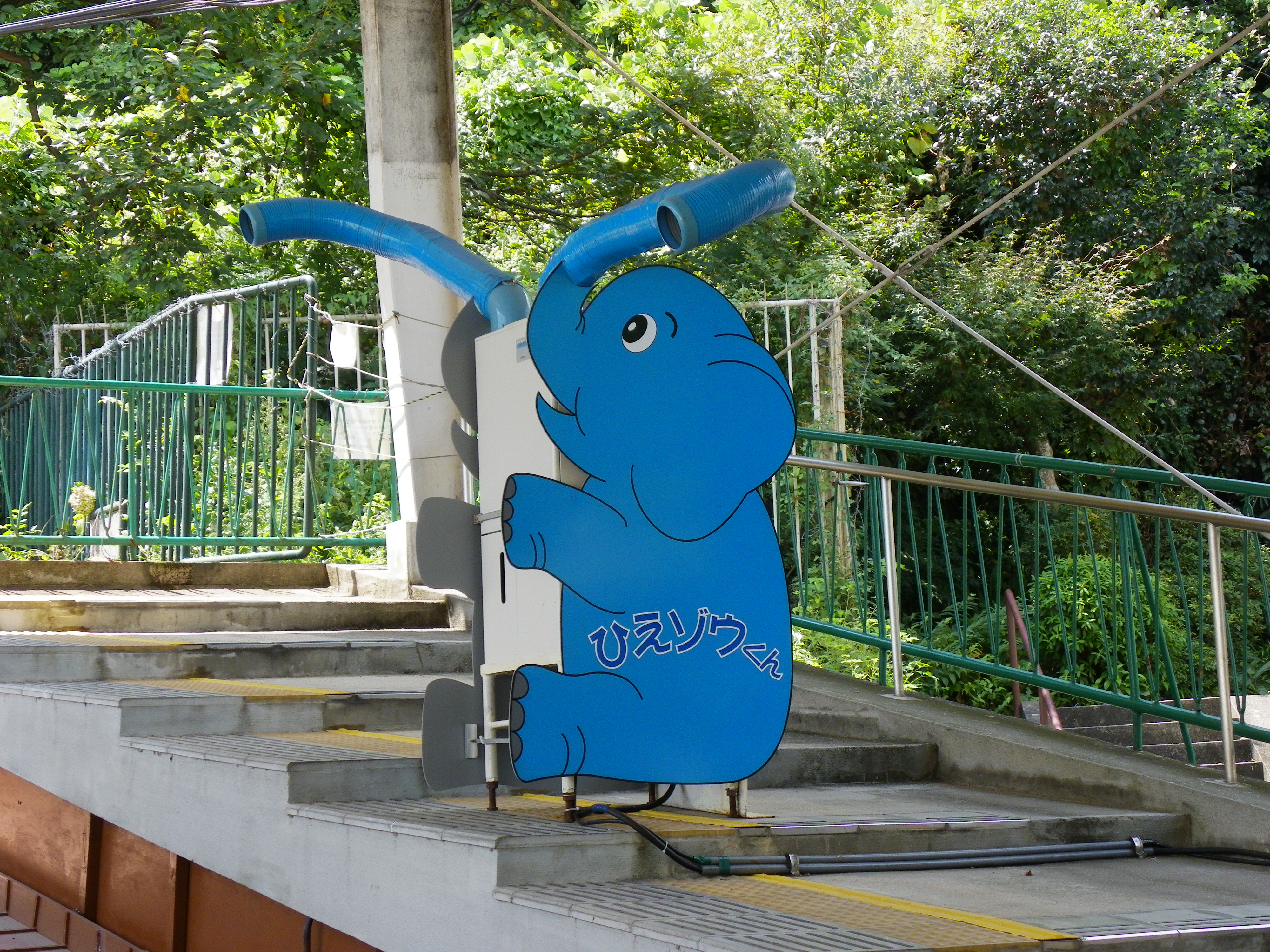
冷風機「ひえゾウくん」 （2010年8月31日 八幡市駅〈現・ケーブル八幡宮口駅〉）